# Francesco Alunno
Francesco Alunno (vlastním jménem Francesco Del Bailo (1484 nebo 1485, Ferrara – 11. listopadu 1556, Benátky) byl italský kaligraf, lexikograf a gramatik. Pseudonym Alunno převzal z latiny „musarum alumnus“, což znamená syn múz.

## Život
Alunno pocházel z vrstev nižší šlechty ve městě Ferrara, jež se nachází v oblasti Emilia-Romagna. Šlo o významné město, sídlo biskupství, v době Alunnova života byla Ferrara povýšena na vévodství, přičemž její dějiny byly spojeny se šlechtickým rodem Este. Z matčiny strany byl spřízněn s básníkem a právníkem Giovannim Ronchegallo Ghioldim (Petrarcův učitel), který měl na Alunnův intelektuální vývoj zásadní vliv.
Vyučil se kaligrafem v Udine a Benátkách, kde pak i působil a byl považován ve své době za mistra v tomto oboru. V Udine na něj měli vliv významní renesanční právníci Tiberius Deciano (výborný trestní právník, citován většinou západoevropských juristů tehdejší doby) a Bartoloměj Lovaria, v Benátkách se kaligrafickému mistrovství učil u Nicholase Liburnia, který pařil k významným benátským humanistům. K jeho přátelům patřil i známý básník a spisovatel Pietro Aretino. Vedle kaligrafie se zabýval i lexikografií.

## Dílo
K nejznámějším pracím z literární oblasti patří „Osservationi sopra il Petrarca“, „Le Ricchezze della lingua volgare sopra il Boccaccio“ či „Della fabrica del mondo di M. Francesco Alunno da Ferrara“, které je jeho nejdůležitějším lexikálním dílem apod. Alluno v tomto díle pracoval s texty Boccaccia, Petrarcy, Danteho, ale i s texty mladší generace literátů, k nimž patřili Jacopo Sannazaro, Ludovico Ariosto apod. Jde o jeden z prvních italských slovníků (první vydání v roce 1548).